# Michael Lejan
Michael Lejan (* 2. Mai 1983 in Soest, Deutschland) ist ein belgischer Fußballspieler.
Während seiner aktiven Laufbahn absolvierte er 2 Spiele in der Bundesliga für den 1. FC Köln. Ansonsten verbrachte er seine Karriere bei Vereinen zwischen der Regionalliga sowie der 2. Bundesliga. Der in Deutschland geborene und aufgewachsene Lejan besitzt ausschließlich die belgische Staatsangehörigkeit und lief für belgische Nachwuchsnationalmannschaften auf.

## Familie und Kindheit
Michael Lejan ist Sohn belgischer Eltern. Er hatte seine ersten neun Lebensjahre in Werl und zwei Jahre in Siegen verbracht, ehe er wegen einer Versetzung seines Vaters, einem Angehörigen der belgischen Armee, nach Köln zog.

## Karriere

### Verein
Lejan begann mit dem Fußballspielen in der Jugend von Blau-Weiß Werl und ab 1992 spielte er im Nachwuchs der Sportfreunde Siegen. In der E-Jugend wurde er von Uwe Helmes trainiert, der später den Kontakt zum 1. FC Köln herstellte, in dessen Jugend Lejan unterkam. Ab 2002 kam er für die Reservemannschaft in der Oberliga und in der Regionalliga zum Einsatz. In der Saison 2003/04 kam er bei den Profis unter Marcel Koller in der Bundesliga zweimal zum Einsatz. Nach dem Abstieg der Kölner in die 2. Bundesliga erhielt Lejan einen Profivertrag, verletzte sich aber in der Saisonvorbereitung er sich und fiel für vier Monate aus. Kollers Nachfolger Huub Stevens empfahl Lejan Spielpraxis in der Reservemannschaft. Zu weiteren Einsätzen in der Profimannschaft kam er nicht mehr.
Zur Saison 2005/06 wechselte er zum Regionalligisten Wuppertaler SV Borussia. Als Stammspieler kam er zunächst im linken Mittelfeld, später auf der Sechs und zuletzt als Außenverteidiger zum Einsatz. Mit seinem Tor am 9. Spieltag der Saison 2006/07 gegen Dynamo Dresden zum 1:0 (Endstand 3:1) war er für das Tor der Woche in der ARD-Sportschau nominiert. Mit dem WSV stieg er schließlich 2008 in die 3. Liga auf und blieb ein weiteres Jahr in Wuppertal. 
Im Sommer 2009 wechselte Lejan zum Ligakonkurrenten VfL Osnabrück, bei dem er einen Zweijahresvertrag unterschrieb und mit dem Klub 2010 in die zweite Bundesliga aufstieg. Der VfL stieg nach Jahr wieder in die Drittklassigkeit ab. Lejan stand der Mannschaft in der Schlussphase der Saison nicht mehr zur Verfügung, nachdem er sich im März im Training eine schwere Verletzung zugezogen hatte.
Ab der Winterpause 2011/12 spielte Lejan in der Regionalliga West für den SC Fortuna Köln. Mit der Fortuna scheiterte er in der Saison 2012/13 als Tabellenzweiter knapp am Aufstieg in die 3. Liga. Im Sommer 2013 wechselte Lejan zum Regionalligisten Alemannia Aachen. Nach zwei Jahren schloss er sich zur Saison 2015/16 dem Ligakonkurrenten FC Viktoria Köln an. Nach dem Ende der Saison 2016/17 beendete er seine Profikarriere und schloss sich dem Kreisligisten FC Bensberg an. Zur Spielzeit 2018/19 wechselte er zum Bezirksligisten SpVg Porz und erreichte mit der Mannschaft den Aufstieg in die Landesliga.

### Nationalmannschaft
Michael Lejan lief im Jahr 2000 5-Mal für die belgische U17-Nationalmannschaft (1 Tor) sowie für die U18-Junioren auf. Im Jahr 2001 spielte er 2-Mal für die U19-Auswahl.